# 内薗耕二
内薗 耕二（うちぞの こうじ、1916年10月9日 - 2006年10月25日）は、日本の医学者（生理学）。階級は海軍中尉。勲等は勲二等。学位は、医学博士（東京大学・1950年）。東京大学名誉教授、静岡県立大学名誉教授、生理学研究所名誉教授。
東京帝国大学医学部副手、東京大学医学部講師、新潟大学医学部教授、東京大学医学部教授、生理学研究所所長（初代）、岡崎国立共同研究機構機構長（第2代）、静岡女子大学学長（第5代）、静岡県立大学学長（初代）、静岡県立大学短期大学部学長（初代）などを歴任した。

## 概要

### 生い立ち
1916年、鹿児島県鹿屋市にて生まれた。
鹿児島県立鹿屋中学校 (旧制)を経て、1937年に第一高等学校理科乙類を卒業後、東京帝国大学医学部医学科に進学して医学を学び1941年に卒業した。
橋田邦彦への憧れから生理学に関心を持ち、同年より東京帝国大学の医学部にある生理学教室にて副手を務めた。しかし、太平洋戦争勃発に伴い海軍に入営し、潜水艦搭乗員として終戦まで軍務に服した。復員後、中枢神経系の研究業績が認められ、東京大学より博士号を取得した。

### 学究活動
東京大学にて医学部の助手や講師を務めた後、新潟大学に転じ、医学部の教授に就任した。また、1959年にアメリカ合衆国に渡航し、2年間にわたり現地で研究を続けた。ユタ大学客員教授として最先端の医学に触れ、ワシントン大学では当時の最先端技術の粋を結集した電子顕微鏡について学び、その使用法やそれを用いた研究の手法を習得した。帰国後は1962年から1977年まで東京大学医学部教授を務めた。退職後には東京大学より名誉教授の称号を授与された。

### マネジメント活動
東京大学退官後は大学共同利用機関の発展に力を注ぎ、各機関の長として活動した。1977年には生理学研究所の初代所長に就任し、1983年には岡崎国立共同研究機構の機構長に就任した。これらの功績により、生理学研究所より名誉教授の称号が授与された。
1985年には静岡女子大学の学長に就任し、静岡薬科大学、静岡女子短期大学との合併を推進した。3大学の統合により発足した静岡県立大学では、初代学長として新大学を軌道に乗せることに奔走した。
2006年、東京都武蔵野市にて死去した。

## 研究
専門分野は生理学であり、神経系に関する研究が多い。シナプスの形態であるS型およびF型と、神経伝達物質である興奮性シナプス伝達物質および抑制性シナプス伝達物質との間に、それぞれ相関があることを見出した。これらの研究により、内薗はシナプスの形状と機能の相関を明らかにした第一人者として評価されており、この功績により学士院賞を受賞している。
新潟大学では、ヤリイカを用いた電気生理の研究やザリガニの心臓神経などを用いた自律神経系の研究に取り組んだ。また、ワシントン大学で電子顕微鏡について学んだことをきっかけに、電子顕微鏡による機能研究に取り組んでいた。東京大学では、電子顕微鏡を用い、系統的なメダカの脳地図の作成を試みた。静岡県立大学退職後は、「長寿傑出人の頭脳に関する研究会」を設立し代表に就任、宇野千代らを取材、調査した。

## 賞歴
- 1977年 - 学士院賞受賞。

## 栄典
- 1986年 - 勲二等旭日重光章受章。

## 略歴
- 1916年 - 誕生。
- 1937年 - 第一高等学校卒業。
- 1941年 - 東京帝国大学医学部卒業。
- 1941年 - 東京帝国大学医学部副手。
- 1950年 - 博士号取得。
- 1952年 - 東京大学医学部助手。
- 1956年 - 東京大学医学部講師。
- 1956年 - 新潟大学医学部教授。
- 1959年 - ユタ大学客員教授。
- 1962年 - 東京大学医学部教授。
- 1977年 - 生理学研究所所長。
- 1977年 - 東京大学名誉教授。
- 1983年 - 岡崎国立共同研究機構機構長。
- 1985年 - 生理学研究所名誉教授。
- 1985年 - 静岡女子大学学長。
- 1987年 - 静岡県立大学学長。
- 2006年 - 死去。